# Kathleen Quinlan
Kathleen Denise Quinlan (Pasadena, 19 november 1954) is een Amerikaans actrice. Zij werd in 1996 genomineerd voor zowel een Academy Award als een Golden Globe voor haar bijrol als Marilyn Lovell in Apollo 13. Samen met de gehele cast won ze hiervoor daadwerkelijk een Screen Actors Guild Award. Eerder werd ze ook voor een Golden Globe genomineerd voor de boekverfilming van I Never Promised You a Rose Garden (1977).
Quinlan maakte in 1972 haar acteerdebuut in het filmdrama One Is a Lonely Number. Sindsdien speelde ze rollen in meer dan 35 films, meer dan zestig inclusief televisiefilms. Quinlan was ook op televisie te zien als wederkerend personage in series als The Waltons en Prison Break. Daarnaast speelde ze eenmalige gastrollen in ruim vijftien andere titels, zoals Kojak, Diagnosis Murder, House en CSI: Crime Scene Investigation.
Quinlan trouwde in 1994 met acteur Bruce Abbott, met wie ze in 1990 zoon Tyler Quinlan Abbott kreeg.

## Filmografie
*Exclusief 20+ televisiefilms
| - Horizon: An American Saga (2024) - After (2014) - Horns (2013) - Life's an Itch (2012) - Harm's Way (2010) - Eagles in the Chicken Coop (2010) - The River Why (2010) - Elektra Luxx (2010) - Adult Film: A Hollywood Tale (2009) - Prison Break: The Final Break (2009) - Made of Honor (2008) - Poundcake (2008) - Breach (2007) - American Fork (2007) - Harm's Way (2007) - The Hills Have Eyes (2006) - El padrino (2004) - The Battle of Shaker Heights (2003) - A Civil Action (1998) - My Giant (1998) - Lawn Dogs (1997) - Event Horizon (1997) - Breakdown (1997) - Zeus and Roxanne (1997) | - Perfect Alibi (1995) - Apollo 13 (1995) - Trial by Jury (1994) - The Doors (1991) - Clara's Heart (1988) - Sunset (1988) - Wild Thing (1987) - Dreams lost, dreams found (1987) - Man Outside (1986) - Warning Sign (1985) - The Last Winter (1984) - Twilight Zone: The Movie (1983) - Independence Day (1983) - Hanky Panky (1982) - Sunday Lovers (1980) - The Runner Stumbles (1979) - The Promise (1979) - Nightmare in Blood (1978) - I Never Promised You a Rose Garden (1977) - Airport '77 (1977) - Lifeguard (1976) - American Graffiti (1973) - One Is a Lonely Number (1972) |

## Televisieseries
*Exclusief eenmalige gastrollen
- Runaways - Susan Ellerh (2018-2019, drie afleveringen)
- Blue - Jessica (2012-2014, zeven afleveringen)
- Chicago Fire - Nancy Casey (2012-2013, zeven afleveringen)
- The Event - Erika Jarvis (2010, twee afleveringen)
- Prison Break - Christina Rose Scofield (2008-2009, acht afleveringen)
- Family Law - Lynn Holt (1999-2002, 68 afleveringen)
- The Waltons - Selina Linville (1974-1976, twee afleveringen)